# Dipsas elegans
Dipsas elegans – gatunek niejadowitego węża z rodziny połozowatych (Colubridae). Występuje w północno-zachodniej Ameryce Południowej – endemicznie w Ekwadorze. Prowadzi głównie nadrzewny tryb życia.

## Systematyka
Takson ten po raz pierwszy zgodnie z zasadami nazewnictwa binominalnego opisał w 1896 roku brytyjski zoolog George Albert Boulenger w trzecim tomie Catalogue of the snakes in the British Museum (Natural History). Autor nadał mu nazwę Leptognathus elegans, a jako miejsce typowe błędnie wskazał przesmyk Tehuantepec w Meksyku. Holotyp ma oznaczenie BMNH 1946.1.21.77.

### Etymologia
- Dipsas: gr. διψας dipsas, διψαδος dipsados „jadowity wąż, którego ukąszenie wywołuje silne pragnienie”[5].
- elegans: łac. elegans – „elegancki, wyborny, wytworny, pełen smaku”[3].

## Morfologia
Jest to małej wielkości wąż o małej głowie, cienkiej szyi, dużych oczach o czarnych tęczówkach. Górne części ciała są brązowe z charakterystycznym wzorem czarnych plam grzbietowych od 26 do 46, pomiędzy którymi znajduje się jasny brązowy pasek na szerokość 1–2 łusek. Dolne części ciała szarobrązowe z dwoma rzędami brązowych plam. Różni się od Dipsas andiana brakiem charakterystycznej plamy w kształcie litery U na głowie. Brzuch i spód ogona beżowo-białawy z niewielkimi ciemnymi plamkami na jego bokach. Gatunek ten może być mylony z Dipsas andiana, Dipsas ellipsifera i Sibon vieirai.
Wymiary:
|                          | Samiec   | Samica   |
| Długość całkowita (mm)   | 919      | 933      |
| Długość SVL (mm)         | 683      | 782      |
| Łuski grzbietowe (rzędy) | 15/15/15 | 15/15/15 |
| Tarczki brzuszne         | 177–189  | 166–178  |
| Tarczki podogonowe       | 94–105   | 68–88    |

## Występowanie
Występuje na nizinach, podgórzach wzdłuż pacyficznych stoków Andów w Ekwadorze w prowincjach Imbabura, Pichincha, Esmeraldas, Chimborazo, Santo Domingo de los Tsáchilas, Cotopaxi, Azuay, Carchi. Występuje na wysokości 40–2900 m n.p.m. (inne źródło podaje 1426–2789 m n.p.m.).

## Ekologia i zachowanie
Gatunek ten występuje tylko w tropikalnych wilgotnych lasach nizinnych, tropikalnych wilgotnych lasach górskich oraz na obszarach, które wcześniej zajmowały te formacje. Spotkano go także w różnych opuszczonych przez ludzi obiektach jak baseny, pastwiska czy nawet domy. Prowadzą nocny, głównie nadrzewny tryb życia. Największą aktywność wykazują w okresach wilgotnych, w trakcie opadów deszczu czy mżawki. Żerują na poziomie gruntu, ale częściej na gałęziach drzew i krzaków na wysokościach do 4,3 m nad poziomem gruntu. Zwiększona aktywność w okresach wilgotnych związana jest przede wszystkim z dietą tego gatunku, która składa się głównie ze ślimaków. W ciągu dnia odpoczywają zwinięte w ściółce, pod kłodami zgniłych drzew lub w szczelinach skalnych. Jest gatunkiem jajorodnym, w lęgu stwierdzono od 2 do 7 jaj, które składane są pod kamieniami lub w szczelinach skalnych.

## Status
W Czerwonej księdze gatunków zagrożonych IUCN Dipsas elegans jest klasyfikowany jako gatunek narażony (VU, ang. Vulnerable). Gatunek ten był opisywany jako dość pospolity, ale ostatnie badania wskazują na znaczne zmniejszanie się jego populacji, której wielkości nie jest oszacowana, oraz znaczną fragmentację jego obszarów zamieszkania.